# Anita Loos
Corinne Anita Loos (Mount Shasta, 1889. április 26. vagy 1888. április 26. –‎ New York, 1981. augusztus 18.) amerikai színésznő, regényíró, drámaíró és forgatókönyvíró volt. 1912-ben ő lett az első női forgatókönyvíró Hollywoodban, amikor D. W. Griffith felvette a Triangle Film Corporation alkalmazásába. Legismertebb műve az 1925-ös vígjáték, a Gentlemen Prefer Blondes (Szőkék előnyben), az 1939-es The Women adaptációjának forgatókönyve, valamint Colette Gigi című kisregényének 1951-es Broadway-adaptációja.

## Fiatalkora
Kaliforniában, Sissonban (ma Mount Shasta) született, Richard Beers Loos és Minerva Ellen „Minnie” (Smith) Loos gyermekeként. Egy nővére volt, Gladys Loos, és egy bátyja, Dr. Harry Clifford Loos, aki orvos volt és a Ross-Loos Medical Group társalapítója.
A nevének kiejtéséről Loos így nyilatkozott: „A család mindig a helyes francia kiejtést használta, ami lohse. Én azonban úgy ejtem a nevemet, mintha luce lenne, mivel a legtöbb ember így ejti, és túl nagy fáradság volt kijavítani őket.”
Apja alapította a Sisson Mascot című bulvárlapot, amelynek kiadói munkáját nagyrészt édesanyja végezte. 1892-ben, amikor Anita három éves volt, a család San Franciscóba költözött, ahol apja megvásárolta a Music and Drama című újságot, anyja által „kicsikart” anyai nagyapjától, felhagyott a zenével, amely iránt nem érdeklődött, és a hetilapot The Dramatic Review-ra keresztelte át, amely tele volt csinos lányok fényképeivel, és a brit Police Gazette formátumát másolta, majd apja románcához vezetett az operaénekesnő Alice Nielsen-nel.
Hatéves korára Anita Loos író akart lenni. San Franciscóban élve apját, egy alkoholistát kísérte izgalmas horgászutakra a mólóra, felfedezte a város alvilági negyedeit (a Tenderloin és a Barbary Coast) és barátságot kötött a helyiekkel. Ez táplálta élethosszig tartó vonzalmát az alantasok és a laza nők iránt.

## Pályafutása

### 1897–1915: Karrierje kezdete
1897-ben apjuk ösztönzésére Loos és testvére felléptek a Quo Vadis? című színdarabban, amelyet egy San Francisco-i társulat mutatott be. Gladys nyolcéves korában vakbélgyulladásban halt meg, miközben apjuk üzleti úton volt.
Anita továbbra is fellépett a színpadon, ő volt a család kenyerkeresője. Apja pazarló életmódja utolérte őket, és 1903-ban ajánlatot kapott egy San Diegó-i színházi társulat vezetésére. Anita egyidejűleg fellépett apja társulatában és egy másik név alatt egy legitimebb társulatban is.
A San Diego Középiskola elvégzése után Loos kidolgozott egy módszert, amellyel összegyűjtötte a manhattani társasági életről szóló publikált jelentéseket, és elküldte azokat egy New York-i barátjának, aki a barátja neve alatt benyújtotta azokat San Diegóban történő publikálásra. Apja írt néhány egyfelvonásos darabot a társulat számára, és ő is arra ösztönözte Anitát, hogy írjon színdarabokat; Anita megírta a The Ink Well című darabot, amely nagy sikert aratott, és amelyért rendszeres jogdíjat kapott.
1911-ben a színház minden esti előadás után egytekercses filmeket vetített; Anita csak egy rövid tisztelgést tett, majd a színház hátsó részébe rohant, hogy megnézze őket. Első forgatókönyv-kísérletét, a He Was a College Boy címűt, a Biograph Company-nak küldte el, amiért 25 dollárt kapott. A The New York Hat című film, amelynek főszereplői Mary Pickford és Lionel Barrymore voltak, és amelyet D. W. Griffith rendezett, Loos harmadik forgatókönyve volt, és az első, amelyet meg is valósítottak. Loos a való életből, többek között a sajátjából merített ihletet a forgatókönyveihez: apja barátait és testvére ismerőseit, valamint a San Diego-i üdülőhelyeken nyaraló gazdag turistákat is felhasználta; végül minden élménye alapanyagul szolgált forgatókönyveihez.
1912-re már eladta forgatókönyveit a Biograph és a Lubin stúdióknak. 1912 és 1915 között 105 forgatókönyvet írt, amelyek közül mindössze négyet nem vittek filmre. 200 forgatókönyvet írt, mielőtt először járt volna filmstúdióban.

### 1915-1917: Hollywood
1915-ben, hogy elkerülje anyja befolyását és ellenkezését a hollywoodi karrierrel kapcsolatban, Loos feleségül ment Frank Pallma Jr., a zenekar karmesterének fiához. De Frank pénztelennek és unalmasnak bizonyult – hat hónap után Loos elküldte őt hajtűért, és amíg ő távol volt, összepakolta a bőröndjeit és hazament az anyjához. Ezt követően Minnie átgondolta hollywoodi karrierjével kapcsolatos álláspontját. Anyja kíséretében Anita csatlakozott a hollywoodi filmkolóniához, ahol Griffith a Triangle Film Corporation alkalmazásába vette Loos-t, heti 75 dolláros fizetéssel és minden elkészült forgatókönyv után járó bónusszal.
A Griffithnek írt forgatókönyvek közül sok nem került megfilmesítésre. Néhányat Griffith filmre vihetetlennek tartott, mert „a poénok mind a szövegben voltak, és azokat nem lehetett a vászonra vinni”, de arra biztatta a nőt, hogy folytassa, mert a forgatókönyvek olvasása szórakoztatta. Első filmszerepe Macbeth adaptációjában volt, ahol a neve közvetlenül Shakespeare neve után szerepelt a stáblistán. Amikor Griffith megkérte, hogy segítsen neki és Frank E. Woodsnak az Intolerance (1916) című eposz feliratozásában, először utazott New Yorkba, hogy részt vegyen a film premierjén. Ahelyett, hogy visszatért volna Hollywoodba, Loos 1916 őszét New Yorkban töltötte, és találkozott Frank Crowninshielddel, a Vanity Fair magazin szerkesztőjével. Azonnal megértették egymást, és Loos több évtizeden át a Vanity Fair munkatársa maradt.
Loos visszatért Kaliforniába, amikor Griffith elhagyta a Triangle-t, hogy hosszabb filmeket készítsen, és csatlakozott rendezőjéhez és leendő férjéhez, John Emersonhoz, hogy egy sor sikeres Douglas Fairbanks-filmet forgassanak. Loos és társai rájöttek, hogy Douglas Fairbanks akrobatikus mutatványai személyiségének pezsgő részét képezik, és természetes atlétikai képességeit kalandos filmek szerepeibe öntötték. A His Picture in the Papers (1916) című műve ironikus stílusú, szellemes feliratokkal tűnt ki: „A legnépszerűbb feliratom egy új szereplő nevét mutatta be. A név valami ilyesmi volt: »Xxerkzsxxv gróf«. Aztán volt egy megjegyzés: »Azok, akik hangosan olvassák a feliratokat, nem tudják kiejteni a gróf nevét. Csak gondolni tudják.«”
Az öt film, amelyet Loos Fairbanks számára írt, segített neki sztárrá válni. Amikor Fairbanksnak kedvező ajánlatot tettek a Famous Players–Lasky stúdiótól, magával vitte az Emerson-Loos csapatot, akiknek heti 500 dolláros magas fizetést biztosított. Ez idő alatt Loos, Fairbanks és Emerson jól együttműködtek, és Loos ugyanolyan nagy nyilvánosságot kapott, mint Lillian Gish vagy Mary Pickford. A Photoplay magazin „A szatíra szubrettje” címmel illette.

### 1918-1924: New York
1918-ban a Famous Players–Lasky négy filmre szóló szerződést ajánlott a párnak New Yorkban, amelynek értéke meghaladta a Fairbanks-stúdió által kínált összeget.

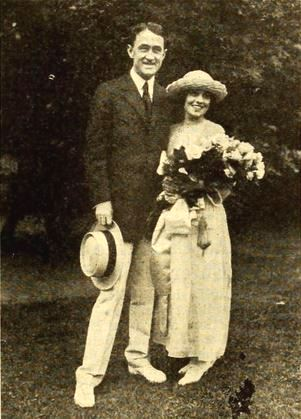
Loos és Emerson az esküvőjükön, 1919. június 28-án, Long Islanden

Loos, Emerson és írótársuk, Frances Marion együtt költöztek New Yorkba, Loos és Emerson pedig egy bérelt kastélyban laktak Great Neckben, Long Islanden. Loos Mariont akarta kísérőnek, mivel vonzódott Emersonhoz, egy tizenöt évvel idősebb férfihoz, akit ő „Mr. E”-nek nevezett. Emerson maga is készségesen elismerte, hogy „soha nem volt és nem is lehetett hűséges egyetlen nőhöz sem”. Loos meggyőzte magát arról, hogy ő más, mint az összes többi nő, és hogy unalmas külseje mögött egy nagyszerű elme rejlik. Később mindkét szempontból félrevezetettnek tartotta magát, és így írt: „Egy intelligens férfira vetettem a szemem, akire felnézhettem”, panaszkodott, „de milyen szörnyű csalódás volt rájönni, hogy én okosabb vagyok nála.”
A Famous Players–Lasky filmjei nem voltak olyan sikeresek, mint előző filmjeik, részben azért, mert főszereplőik Broadway-sztárok voltak, akik nem voltak jártasak a filmszínészetben, és szerződésüket nem újították meg. A forgatókönyvek mindkettejük nevét viselték, de többnyire Loos egyedüli alkotásai voltak. Később Loos azt állította, hogy Emerson elvette az összes pénzt és a legtöbb dicsőséget, bár az ő hozzájárulása általában abból állt, hogy ágyból figyelte, ahogy Loos dolgozik. Barátnői nagy bosszúságára Emerson iránti rajongása alázatosságban nyilvánult meg. Amikor William Randolph Hearst szerződést ajánlott Loosnak, hogy írjon egy forgatókönyvet szeretőjének, Marion Daviesnek, Loos a felesleges Emersont is belevette az üzletbe. Hearstnek tetszett a forgatókönyv, és a Getting Mary Married (1919) az első Marion Davies-filmek egyike volt, amely nem hozott veszteséget. Filmjeik mellett a házaspár két könyvet is írt: a How to Write Photoplays (Hogyan írjunk forgatókönyvet) című művet 1920-ban, majd Breaking Into the Movies (Betörni a filmiparba) címűt 1921-ben.
Loos és Emerson elutasítottak egy újabb filmet Davies-szel, inkább régi barátjuk, Constance Talmadge számára írtak forgatókönyvet, akinek sógora, Joseph Schenck (Norma Talmadge férje) független producer volt. Az A Temperamental Wife (1919) és az A Virtuous Vamp (1919) című filmek nagy sikert arattak Talmadge (Constance nővére) számára. A pár csatlakozott a Talmadge és Schenck családhoz a Park Avenue-n található Ambassador Hotelben, Constance pedig betöltötte a nővére elvesztése utáni űrt. Amikor Anita és Constance nem dolgoztak, vásárolni mentek. A Talmadge-Schenck házaspár meggyőzte Anitát, hogy Emerson nélkül töltsön velük egy nyarat Párizsban. Ez a kaland nagy részben Loos Gentlemen Prefer Blondes című könyvének alapjául szolgált.
Visszatérésük után 16 hónap alatt további öt filmet forgattak. Ez idő alatt Loos beadta a válópert első, tőle elhidegült férjétől. Emerson megkérte a kezét, és 1919. június 15-én a Schenck-birtokon házasságot kötöttek. Loos az elsők között csatlakozott Ruth Hale Lucy Stone League nevű szervezetéhez, amely azért küzdött, hogy a nők házasság után is megtarthassák leánykori nevüket, ahogy ő is megtartotta a sajátját.
A pár egy szerény Murray Hill-i lakásba költözött, és évi két filmre csökkentette a forgatási időt, hogy utazhasson. A nyarat Párizsban töltötték. Loos és új asszisztense, John Ashmore Creeland, meglátogatták a párizsi írók közül sokakat, akiket Loos Amerikában ismert meg, valamint Gertrude Steint, Alice B. Toklast, Elisabeth Marburyt és Elsie De Wolfe-ot.
Miután még egy filmet forgatott Schenck és Talmadge számára, The Perfect Woman (A tökéletes asszony, 1920) címűt, Emerson elutasította a következő szerződést. Miután 1919-ben a színészek szakszervezetével (Actors Equity) dolgozott együtt a sztrájk idején, úgy döntött, hogy a Loos-Emerson párosnak át kell lépnie a színházba. Első darabjuk, a The Whole Town's Talking, amely 1923. augusztus 29-én debütált a Bijou Színházban, jó kritikákat kapott és mérsékelt sikert aratott a jegypénztáraknál. Nem sokkal később a házaspár egy kis házba költözött a Gramercy Parkban.
Emerson meggyőzte a megtört Loos-t, hogy hetente egyszer szünetet kell tartania a házasságában. Ezeken a napokon fiatalabb nőkkel randizott, míg Loos barátaival szórakoztatta magát: a Talmadge nővérekkel, „Mama” Peg Talmadge-dzsel, Marion Davies-szel, Marilyn Millerrel, Adele Astaire-rel és egy sor prominens férfiak által kitartott kóristalánnyal. Ezek a „keddi özvegyek” (Tuesday Widows) estélyei hatással voltak későbbi írásaira, és éppen a „keddi özvegyekkel” látogatta meg egyik kedvenc törzshelyét, Harlemet, ahol mély és élethosszig tartó megbecsülést fejlesztett ki az afroamerikai kultúra iránt. „Néha kapok kérdéseket [sic] a házasságomról, amelyben a férjem teljesen figyelmetlenül bánt velem, megpróbálta magának tulajdonítani a munkámat, és elvette az összes keresetemet.” – írta Loos a Cast of Thousands című könyvében. „A fő ok az, hogy a férjem felszabadított; teljes szabadságot adott nekem, hogy magam válasszam meg a társaimat.”

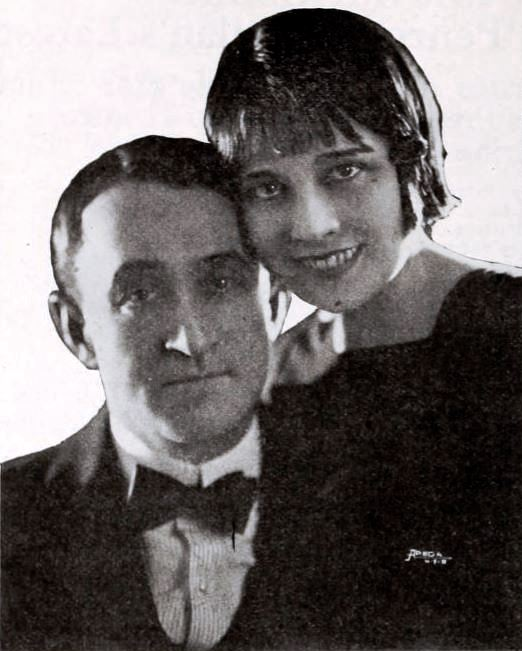
Anita Loos és John Emerson, 1922

### 1925-1926:Gentlemen Prefer Blondes
Loos H. L. Mencken, irodalomkritikus és értelmiségi elkötelezett rajongójává vált. Amikor New Yorkban volt, szünetet tartott a „keddi özvegyek” körében, és csatlakozott Mencken baráti köréhez, amelynek tagjai között volt Theodore Dreiser, Sherwood Anderson, Sinclair Lewis, Joseph Hergesheimer, az esszéista Ernest Boyd és a színházi kritikus George Jean Nathan. Loos imádta Menckent, de fokozatosan csalódva rájött, hogy „a magas IQ-jú urak nem az okos nőkre buknak, hanem azokra, akiknek több van a fejük alatt”. 1925-ben, Menckennel együtt Hollywoodba tartó vonaton, ez a tény különösen élesen tudatosult benne, amikor Mencken az étkezőkocsiban egy szőke nő figyelmét próbálta felkelteni. Loos ekkor kezdett el írni egy vázlatot Menckenről és üresfejű hölgy barátairól, amely később a Gentlemen Prefer Blondes (A férfiak a szőkéket szeretik) című művében öltött testet.
A Gentlemen Prefer Blondes: The Illuminating Diary of a Professional Lady (A férfiak a szőkéket kedvelik: egy profi hölgy megvilágosító naplója) című mű Ralph Barton illusztrációival rövid novellák sorozataként indult, amelyeket a Harper's Bazaar magazinban publikáltak, és „Lorelei” történetek néven váltak ismertté. Ezek a szexuális kapcsolatok állapotát gúnyoló szatírák voltak, amelyek csak homályosan utaltak a szexuális intimitásra; a magazin példányszáma egyik napról a másikra megnégyszereződött. A történetek hősnője, Lorelei Lee, merész, ambiciózus flapper volt, akit sokkal jobban érdekelt a drága csecsebecsék gyűjtése, mint a házassági anyakönyvek, ráadásul ravasz nő volt, laza erkölcsökkel és magas önbecsüléssel. Praktikus fiatal nő volt, aki magáévá tette az 1920-as évek Amerikájának materializmusát, és a kultúrát hideg pénzzel és tárgyi eszközökkel azonosította.
A novellák sikere miatt a közönség könyv formában is követelte őket. Mencken ösztönzésére szerződést kötött a Boni & Liveright kiadóval. A szerényen megjelentetett mű 1925 novemberében egy éjszaka alatt elfogyott. Az első kritikák meglehetősen unalmasak és nem túl lenyűgözőek voltak, de a szájhagyománynak köszönhetően a könyv 1925 meglepetés bestsellere lett. Loos rajongói leveleket kapott többek között William Faulkner, Aldous Huxley és Edith Wharton írótársaitól. A „Blondes” év végéig még három kiadást ért meg, az első évtizedében pedig további 20-at. A kis könyv az elkövetkező években 85 kiadást ért meg, és végül 14 nyelvre fordították le, köztük kínaira is.
Amikor megkérdezték, kik voltak a szereplő modelljei, Loos szinte mindig azt válaszolta, hogy különböző emberek keveréke. De amikor tovább faggatták, elismerte, hogy a fogatlan flörtölő Sir Francis Beekman az író Joseph Hergesheimer és a producer Jesse L. Lasky alapján készült. Dorothy Shaw saját magáról és Constance Talmadge-ről mintázott, Lorelei pedig leginkább a kapzsi Ziegfeld showgirl Lillian Lorraine-re hasonlított, aki mindig új helyeket keresett, ahol megmutathatta udvarlói által ajándékozott gyémántjait.
Emerson először megpróbálta megakadályozni a kiadást, majd végül személyes dedikációval elégedett meg. Loos 1926-ban továbbra is túlterhelt volt, néha egyszerre több projekten is dolgozott. 1926 tavaszán befejezte a színpadi adaptációt, amely néhány héttel később Chicago-ban debütált, és 201 előadást ért meg a Broadway-n. Emerson ekkorra már súlyos hipochondriában szenvedett, és gégegyulladásos rohamokat színlelt, hogy elterelje a figyelmet a munkájáról; felesége szavai szerint „ő egy olyan ember volt, aki élvezte a rossz egészségi állapotot”. A New York-i pszichiáter, Smith Ely Jelliffe véleménye szerint „ő volt a hibás, és ahhoz, hogy Emerson jobban legyen, fel kellett adnia a karrierjét”. Úgy döntött, hogy következő könyve, a But Gentlemen Marry Brunettes (De az urak barnákat vesznek feleségül) után visszavonul, amely a Blondes (Szőkék) folytatása volt, amit a Harper's Bazaar magazinnak ígért.
A pár újabb európai nyaralást tervezett. Emerson az utolsó pillanatban rosszul lett, és ragaszkodott hozzá, hogy Loos egyedül folytassa az utazást. Londonba érkezve azonnal a társasági élet híressége, Sibyl Colefax vette a szárnyai alá, akinek szalonja tele volt a kor „ragyogó fiataljaival”, mint John Gielgud, Harold Nicolson, Noël Coward, valamint olyan neves személyiségekkel, mint Arnold Bennett, Max Beerbohm és Bernard Shaw. Loos londoni társasági életben készült fotói megjelentek a New York-i újságokban, és a rosszul lévő Emerson később csatlakozott Looshoz. Hogy felvidítsa, minden este elvitte a színházba. Ez bevált; időnként normális hangon beszélt. A pár Párizsba utazott, miközben Emerson gyógyulása folytatódott. Szeptemberben nyaralásukat meg kellett szakítaniuk; Loosnak vissza kellett térnie New Yorkba, hogy átdolgozza a Blondes című darabot a Waldorf Theatre (Selwyn Theatre?) számára, amely 1926 szeptemberében debütált a Broadwayn, és 199 előadást ért meg két színházban, majd 1927 áprilisában a Times Square színházban ért véget.

### 1927-1931: Szabadidő

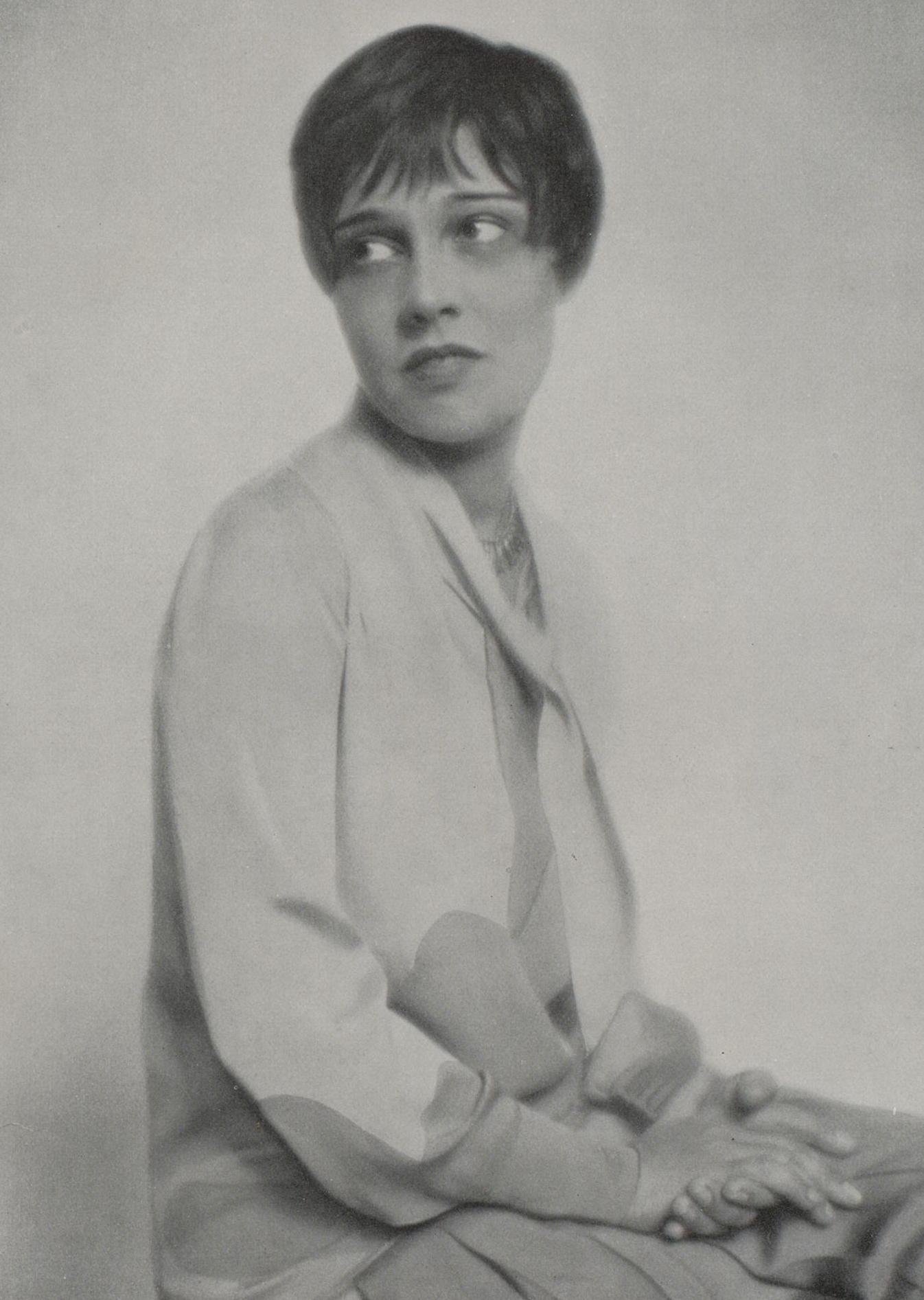
Anita Loos

Amikor 1927-ben megjelent a But Gentlemen Marry Brunettes című regény, Emerson újabb európai nyaralást javasolt, és Loos előtt utazott el. A súlyosan beteg Loos követte őt, és Bécsben sinusitisz támadta meg. Ő és a kezelő fül-orr-gégész szakorvos kitaláltak egy módszert Emerson hipochondriájának gyógyítására. Az orvos egy kis álműtétet szervezett neki, és bemutatta a polipokat, amelyeket állítólag eltávolítottak a hangszálai közül. Ez a placebo kezelés bevált, és Emerson gyógyultan tért vissza. Loos nem akarta tönkretenni minden erőfeszítését, ezért visszavonult egy nyugodt életbe.
A Gentlemen Prefer Blondes első filmváltozata (ma már elveszett) 1928-ban jelent meg, Ruth Taylor Lorelei Lee és Alice White Dorothy szerepében. A film kissé bukottnak bizonyult. 1927 és 1929 között Loos és Emerson sokat utaztak, ami Loos egészségére negatív hatással volt. Minden télen Palm Beach-en tartózkodtak, ahol Emerson a társadalmi ranglétrán való feljebb lépésre törekedett. Loosnak hiányzott az intellektuális férfi társaság, ezért ott ismerkedett meg Wilson Miznerrel, egy szellemes és sármos ingatlanbefektetővel, aki egyes körökben csalóként volt ismert. Bár minden nap találkoztak, a pletykák szerint a kapcsolatuk nem fajult teljes értékű viszonnyá. Emerson torokfájása visszatért, de a második „bécsi műtét” után gyorsan felépült.
Loos és Emerson 1929 karácsonyára Hollywoodba utaztak Loos új barátjával, Cecil Beaton fotóssal, aki a „ragyogó fiatalok” társaságának tagja volt. Wilson Mizner is Hollywoodba költözött forgatókönyvíróként. Mivel Emersonnak megvolt a maga szórakozása, Loos gyakran Beaton vagy Mizner társaságában töltötte az idejét. Amikor 1930 tavaszán visszatértek New Yorkba, Emerson kifejezte elégedetlenségét Loos figyelmetlensége miatt, azzal fenyegetőzve, hogy torokbetegsége kiújulhat, és Loos sokkal több időt tölt majd egyedül. Emerson is veszteségeket szenvedett el a tőzsdekrachban, és javasolta, hogy térjen vissza a munkába. Loos nem volt teljesen elégedetlen ezzel, és néhány hónapon belül elkészítette a But Gentlemen Marry Brunettes színpadi adaptációját és a Cherries are Ripe című komédiát.
Jövedelmük csökkenése miatt a házaspár 1931-ben egy lakóhotelbe költözött, és kevesebbet utazott. Nem sokkal később Loos rátalált Emerson egyik szeretőjének szerelmes levelére. Loos, akit ez mélyen megrázott, felajánlotta neki a válást, de Emerson elutasította, és azt javasolta, hogy éljenek külön, és ő megfelelő tartásdíjat fizessen neki. Loos, aki magát okolta Emerson boldogtalanságáért, egy lakásba költözött az East Sixty-Ninth Streetre. Új élete azonban végre lehetővé tette számára, hogy a pár számára keresett jövedelmének rá eső részét tetszése szerint költse el.

### 1931-1935: MGM forgatókönyvíró
Amikor az Emerson-Loos csapat ajánlatot kapott, hogy Irving Thalbergnek írjanak forgatókönyveket az MGM-nél, Emerson nem volt hajlandó elmenni. Loos egyedül vállalta a heti 1000 dolláros fizetést.
Az első projekt, amelyet Thalberg Loosnak adott, Jean Harlow Red-Headed Woman című filmje volt, mert F. Scott Fitzgeraldnak nem sikerült Katherine Brush könyvét adaptálnia. Fitzgeraldot, a The Great Gatsby és más regények tehetséges íróját, elbocsátották, és Loos váltotta fel a túlnyomórészt férfiak által irányított stúdió rendszerben. A film, amely 1932 májusában készült el, hatalmas sikert aratott, Harlow-t sztárrá tette, Loos pedig ismét a forgatókönyvírók élvonalába került.
"Ő nagyon értékes eszköz volt az MGM számára, mert a stúdióban olyan sok femme fatale volt – Garbo, Crawford, Shearer és Harlow –, hogy mindig kerestük a „kétes hölgyek” történeteit. De ezek problémásak voltak a cenzúra miatt. Anita viszont mindig számíthattunk rá, hogy finom kettős jelentésű, árulkodó célzásokkal szolgál. Amikor Jean Harlow filmje volt napirenden, mindig először Anita jutott eszünkbe." – MGM producer Samuel Marx
Loos Hollywoodba költözött egy lakásba, ahol váratlanul Emerson is csatlakozott hozzá. Emerson ugyan megbánta korábbi viselkedését, de semmit sem tett annak megváltoztatására. Míg Emerson fiatal színésznőknek tartott kamerateszteket, Loos most már szabadon találkozhatott bárkivel, akivel csak akart, beleértve a már nagyon beteg barátját, Wilson Miznert is. Mizner, aki alkohollal és drogokkal károsította a szervezetét, elsorvadt, és 1932. április 3-án meghalt, egy olyan dátum lett, amelyet Loos továbbra is emlékezetesnek tartott.
Az MGM-nél Loos boldogan írta a forgatókönyveket, azonban gyakran kellett Emersonra támaszkodnia, hogy kommunikáljon azokkal a rendezőkkel és más vezetőkkel, akik nem voltak hajlandók egy nővel egyenrangúként tárgyalni. Ez jól működött, hogy elterjesszék azt a képet, hogy ők egy boldog pár és írócsapat. 1934-ben egy szerény házat vett Beverly Hillsben. Napközben dolgozott, éjszaka pedig más MGM stúdióvezetők vagy sztárok, mint például a Thalbergek, a Selznickek és a Goldwynék által rendezett partikon vett részt. Loos gyakori vendég volt George Cukor vasárnapi brunchjain (villásreggeli), amelyek Hollywoodban a leginkább egy irodalmi szalonhoz hasonlítottak.
1935-ben, körülbelül a Writer's Guild (írók szövetsége) megalakulása idején, Robert Hopkins-szal állt össze, aki később gyakori munkatársa lett. A San Francisco című filmjükkel Oscar-díjra jelölték őket a legjobb eredeti forgatókönyv kategóriában. Clark Gable karakterét néhány ismerős csaló alapján alkotta meg, köztük Wilson Mizner. Thalberg ismét megbetegedett, és Emersonnak két éves szerződést ajánlott producerként, heti 1250 dolláros fizetéssel. 1937 közepére Loos úgy döntött, hogy nem újítja meg szerződését az MGM-mel; barátja és támogatója, Thalberg 1936 szeptemberi halála óta a stúdióban nem mentek jól a dolgok, és minden film készítése küzdelemnek tűnt. Szerződést kötött Samuel Goldwynnel, az MGM korábbi vezetőjével, aki akkoriban a United Artists élén állt, heti 5000 dollárért, de szinte azonnal megbánta. Loos kitartott, és „megvalósíthatatlan” forgatókönyveken dolgozott.

### 1936-1945: Élet egyedül
Októberben Loos és testvére, Clifford, Emerson-t egy nagyon drága szanatóriumba utalták be, ahol skizofréniát diagnosztizáltak nála. Loos, aki mindig Emersonra bízta a pénzügyeket, hamarosan rájött, hogy pénzének nagy része már nem a közös számlákon volt, hanem Emerson saját magánszámláin. A stúdióban túlterhelt és Emerson által okozott stressz miatt egyre depressziósabbá vált. Loos azonnal kivásárolta magát a United Artists szerződéséből, új szerződést kötött az MGM-mel, és vett egy tengerparti házat Santa Monicában. 17 év házasság után, 1937-ben Loos végül válást kért Emersontól, aki beleegyezett, de továbbra is elkerülte a tervekről való beszélgetést, így a válás véglegesítése lehetetlen volt. Amikor Emerson állapota már elég jó volt ahhoz, hogy elhagyhassa a szanatóriumot, Emerson fizetett egy ápolónőt, hogy gondoskodjon róla a saját lakásában.
Az MGM 1937-ben megvásárolta Clare Boothe Luce 1936-os Broadway-sikerdarabja, a The Women filmjogait. Sok író sikertelenül próbálkozott a forgatókönyv megírásával. A stúdió Loosnak és a veterán forgatókönyvírónőnek, Jane Murfinnek adta át a feladatot, és három héttel később Loos átadott Cukornak egy forgatókönyvet, amely nagyon tetszett neki. Sajnos a cenzúra nem így döntött. Több mint 80 sor megváltoztatását követelték, és a filmnek gyártásba kellett kerülnie. Loos aggódott, de Cukor ragaszkodott ahhoz, hogy a változtatásokat a forgatáson hajtsa végre, a kizárólag nőkből álló film sztárszereplői között, akik között ott volt Thalberg özvegye, Norma Shearer, Joan Crawford és Rosalind Russell is. Loos azonnal összebarátkozott Paulette Goddarddal, aki meglepően művelt volt. Amikor Hunt Stromberg, az utolsó producer, akit tisztelt, elhagyta az MGM-et, hogy független producerként dolgozzon, Loos megpróbálta felbontani a szerződését, de addigra már túl értékes lett a stúdió számára.
A háború alatt Loos forgatókönyveket írt, zöldségeket termesztett a Victory kertjében, és zoknit és pulóvert kötött a tengerentúli fiúknak. 1939 szeptemberében, a második világháború kitörésekor vendégül látta az angliai Aldous és Maria Huxley házaspárt. Loos meggyőzte Huxleyt, hogy családja számára biztonságosabb lenne, ha az Egyesült Államokban maradnának, és szerzett neki munkát az MGM-nél forgatókönyvek adaptálásában. Magánéletében új partnere volt, aki alkoholproblémákkal küzdött; a kapcsolat rövid életű volt, és az MGM végül úgy döntött, hogy felbontja a szerződését.

### 1946-1959: Visszatérés New Yorkba
1946 őszén, immár szabadúszóként, Loos visszatért New Yorkba, hogy dolgozzon a Happy Birthday című, Helen Hayes számára írt, Saroyanesque stílusú koktélparti-vígjátékon. A darab az előző évben többször is meghiúsult, de most Joshua Logan rendezésében és Rodgers és Hammerstein produceri munkájával folytatták. Bostonban mutatták be, de a közönség eleinte nem fogadta jól. Loos a bostoni előadások során folyamatosan javította a forgatókönyvet; amikor New Yorkban, a Broadhurstben bemutatták, nagy sikert aratott, és 600 előadást ért meg. Katharine Hepburn szívesen eljátszotta volna a szerepet a filmadaptációban, de a hollywoodi cenzorok nem voltak készek arra, hogy egy nő „két felvonáson át részeg legyen a képernyőn, és végül happy enddel jutalmazzák”. Loos eladta Santa Monica-i házát unokahúgának, és egyértelművé tette Emerson számára, hogy semmilyen körülmények között nem költözhet vele New Yorkba.
New Yorkba visszatérve, ő és régi barátja, a forgatókönyvíró Frances Marion egy Zasu Pitts számára írt, de soha nem bemutatott színdarabon dolgoztak. Néhány románc is az útjába került, többek között Maurice Chevalierrel. Két Broadway-producer musicalváltozatot akart készíteni a Gentlemen Prefer Blondes című darabból, és Joseph Fieldset kérték fel társszerzőnek. Loos azzal fenyegetőzött, hogy kilép a produkcióból, ha nem garantálják, hogy soha többé nem kell beszélnie Fieldsszel. A darabot Philadelphiában mutatták be, az akkor még ismeretlen Carol Channinggel. Mire New Yorkba érkezett, újabb sikert aratott. Channing hamarosan az A-listás sztárok közé emelkedett, a darab 90 héten át volt műsoron, majd egy évig turnézott. A producerek bezárták a darabot, amikor Channing teherbe esett. Herman Levin így kommentálta: „Meg voltam győződve arról, hogy a darab Carol nélkül nem fog működni, és véleményem szerint soha nem is működött.” 1953-ban készült el a film musical változata, Howard Hawks rendezésében és Charles Lederer adaptációjában. A főszerepeket Jane Russell és Marilyn Monroe játszotta. Loosnak semmi köze nem volt a produkcióhoz, de Monroe szerepeltetését remek ötletnek tartotta.
A Blondes második sikere azt jelentette, hogy Loos népszerűsége nagyobb volt, mint valaha. Egy tágasabb lakásba költözött a Langdon Hotelben, és vett egy autót. 1950-ben Loos megírta az A Mouse Is Born című regényét, és miután elküldte a kiadójának, elindult első európai útjára 20 év után. A Mouse Is Born című film nem aratott osztatlan sikert, de Loos ekkor már Colette Gigi című regényének színpadi adaptációján dolgozott. A produkció már folyamatban volt, amikor Colette táviratban közölte, hogy megtalálta a „Gigi”-jüket: Audrey Hepburn-t látta egy monte-carlói szálloda halljában. A Gigi 1951 őszén nyílt meg, és 1952 tavaszáig volt műsoron; addigra Hepburn már A-listás sztárrá vált, és szerződést kötött a Paramount Pictures-szel.
Loos az elkövetkező néhány évben további adaptációkon dolgozott utazásai során, miközben a West Fifty-Seventh Street-re költözött. A lakás Paul Swané volt, az öregedő „világ legszebb férfijáé”. Következő musicalje, a Tammy Grimes főszereplésével és Albert Selden zenéjével készült The Amazing Adele soha nem került bemutatásra, és gyorsan bezárták. Emerson és Helen Hayes férje, Charles MacArthur néhány héten belül egymás után haltak meg, és a nők együtt vetették magukat a munkába: Loos Hayes londoni Anastasia című filmjének adaptációján dolgozott. Akkor is dolgozott és utazott, amikor fájdalmas kézbetegség miatt kezelésen volt, ami megakadályozta az írást. 1959-ben Loos újabb Colette-adaptációt mutatott be, a Chéri-t, Kim Stanley és Horst Buchholz főszereplésével, de az csak két hónapig volt műsoron.

### 1960-1981: Későbbi élete és halála
Loos továbbra is magazinokhoz írt cikkeket, amelyek rendszeresen megjelentek a Harper's Bazaar, a Vanity Fair és a The New Yorker lapokban. Életrajzírója, Gary Carey így ír róla: „Született mesemondó volt, és mindig csúcsformában volt, amikor valós élményeit szórakoztató anekdotákká alakította át.” Loos megkezdte emlékiratait, A Girl Like I (Egy lány, mint én) című könyvét, amely 1966 szeptemberében jelent meg. 1972-es könyvét, Twice Over Lightly: New York Then and Now (Kétszer könnyedén: New York akkor és most) barátnője, a színésznő Helen Hayes közreműködésével írta. A Kiss Hollywood Good-by (1974) című könyv Hollywoodban játszódó emlékirat volt az MGM-nél töltött éveiről, és nagy sikert aratott, míg a The Talmadge Girls (1978) című könyve kifejezetten a színésznő testvérekről, Constance Talmadge-ről és Norma Talmadge-ről szól.
Loos gyakorlatilag New York-i intézmény lett, szorgalmas partiarc és étteremlátogató; feltűnő alakja volt divatbemutatóknak, színházi és filmes rendezvényeknek, báloknak és gáláknak. Híres anekdotaköltőként soha nem hagyta, hogy a tények elrontsanak egy jó történetet:
Minden könyv megjelenésével új interjúsorozat indult, és mint a némafilm-korszak egyik utolsó túlélője, Anita történetei egyre inkább eltúlzottakká váltak, és hamarosan azt híresztelték, hogy első forgatókönyvét 12 évesen adta el. Továbbra is érdekes emberekkel és tevékenységekkel foglalkozott – és mindenről volt véleménye –, de keményen dolgozott azon, hogy megőrizze élénk és könnyed imázsát, és elrejtse magányát.
Egyszer azt mondta: „A legboldogabb pillanataimat akkor éltem át, amikor egy Mainbocher estélyi ruhát húzva sétáltam a fűrészporral borított szalon padlóján.”
Interjút adott a Hollywood: A Celebration of the American Silent Film (1980) című televíziós dokumentumfilm-sorozatban.
Több hetes tüdőfertőzés után Anita Loos szívrohamot kapott és 93 éves korában elhunyt a New York Manhattan-i Doctors Hospital kórházban. A gyászszertartáson Helen Hayes, Ruth Gordon és Lillian Gish barátok humoros anekdotákkal szórakoztatták a gyászolókat, Jule Styne pedig Loos musicaljeiből játszott dalokat, többek között a „Diamonds Are a Girl's Best Friend” címűt.

## A populáris kultúrában
- Loos-t Tatum O’Neal alakítja, alig leplezett módon, Alice Forsyte karakterében, Peter Bogdanovich filmjében, a Nickelodeonban, amely a korai némafilmek készítését idézi fel.
- Az HBO Perry Mason (2020 TV-sorozat) második évadában Jen Tullock(wd) által alakított Anita St. Pierre karakter Looson alapul.

## Művek
- Anita Loos Rediscovered: Film Treatments and Fiction by Anita Loos, Creator of Gentlemen Prefer Blondes[53]

Szerző:        Anita Loos
Szerkesztők:    Cari Beauchamp, Mary Loos
Kiadó:            University of California Press, 2003
ISBN 9780520228948

### Fikció
- Gentlemen Prefer Blondes: The Intimate Diary of a Professional Lady, NY: Boni & Liveright, 1925
- But Gentlemen Marry Brunettes, NY: Boni & Liveright, 1927
- A Mouse Is Born, NY: Doubleday & Company, 1951
- No Mother to Guide Her,

NY: McGraw Hill, 1961
London: Arthur Barker Ltd., 1961
- Fate Keeps On Happening: Adventures Of Lorelei Lee And Other Writings, NY: Dodd, Mead & Company, 1984

### Nonfiction

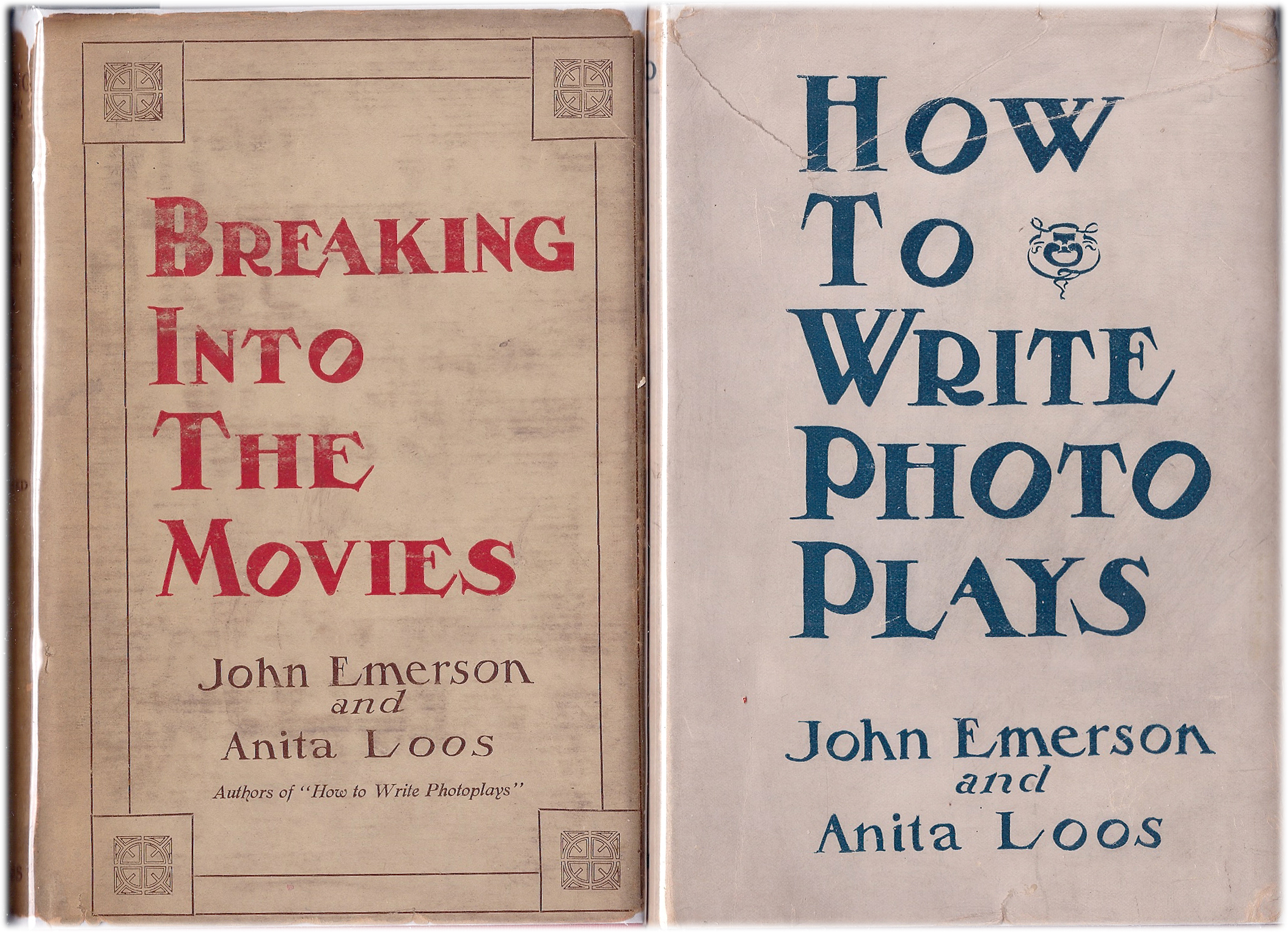
Loos' Nonfiction books

- w/John Emerson How to Write Photoplays, NY: James A McCann,  1920
- w/John Emerson. Breaking Into the Movies, NY: James A McCann, 1921
- "This Brunette Prefers Work", Woman's Home Companion, 83 (March 1956)
- A Girl Like I, NY:Viking Press, 1966
- w/Helen Hayes Twice Over Lightly: New York Then and Now, NY: Harcourt Brace Jovanovich, 1972
- Kiss Hollywood Good-by, NY: Viking Press, 1974
- Cast of Thousands: a pictorial memoir of the most glittering stars of Hollywood, NY: Grosset and Dunlap, 1977
- The Talmadge Girls, NY: Viking Press, 1978

### Broadway-kreditek
- The Whole Town's Talking (1923)
- The Fall of Eve (1925)
- Gentlemen Prefer Blondes(wd) (1926)
- The Social Register (1931)
- Happy Birthday (1946)
- Gentlemen Prefer Blondes(wd) (1949)
- Gigi(wd) (1951)
- Chéri (1959)
- The King's Mare (1967)
- Lorelei (1974)

### Filmek
- My Baby  (1912; író)
- The Musketeers of Pig Alley  (1912; író)
- The New York Hat  (1912; író)
- A Narrow Escape  (1913; forgatókönyv)
- The Wedding Gown  (1913; forgatókönyv)
- His Hoodoo  (1913; forgatókönyv; story "The Making of a Masher")
- Pa Says  (1913; story "The Queen of the Carnival")
- A Cure for Suffragettes  (1913; story)
- A Fallen Hero  (1913; story)
- A Horse on Bill  (1913; story)
- Binks' Vacation  (1913; story)
- Highbrow Love  (1913; story)
- How the Day Was Saved  (1913; story)
- Oh, Sammy!  (1913; story)
- The Hicksville Epicure  (1913; story)
- The Power of the Camera  (1913; story)
- The Suicide Pact  (1913; story)
- His Awful Vengeance  (1913; író)
- The Lady in Black (1913 film)  (1913; író)
- The Mistake  (1913; író)
- The Telephone Girl and the Lady  (1913; író)
- The Widow's Kids  (1913; író)
- The Sisters  (1914/I; forgatókönyv)
- A Lesson in Mechanics  (1914; forgatókönyv)
- Nearly a Burglar's Bride  (1914; forgatókönyv)
- Some Bull's Daughter  (1914; forgatókönyv)
- The Deceiver  (1914; forgatókönyv)
- The Road to Plaindale  (1914; forgatókönyv)
- The Saving Grace  (1914; forgatókönyv)
- The Saving Presence  (1914; forgatókönyv)
- A Corner in Hats  (1914; story)
- A Flurry in Art  (1914; story)
- Gentleman or Thief  (1914; story)
- Nell's Eugenic Wedding  (1914; story)
- The Fatal Dress Suit  (1914; story)
- The Man on the Couch  (1914; story)
- The Million Dollar Bride  (1914; story)
- The Gangsters of New York  (1914; uncredited)
- A Bunch of Flowers  (1914; író
- Billy's Rival  (1914; író)
- For Her Father's Sins  (1914; író)
- Izzy and His Rival  (1914; író)
- The Girl in the Shack  (1914; író)
- The Hunchback  (1914; író)
- The Last Drink of Whiskey  (1914; író)
- The White Slave Catchers  (1914; író)
- When the Road Parts  (1914; író)
- A Ten-Cent Adventure  (1915; forgatókönyv)
- Mixed Values  (1915; forgatókönyv)
- The Deacon's Whiskers  (1915; forgatókönyv)
- The Lost House  (1915; forgatókönyv)
- The Fatal Finger Prints  (1915; író)
- Stranded  (1916/I; író)
- Macbeth  (1916; feliratok)
- A Calico Vampire  (1916; forgatókönyv)
- Laundry Liz

### Magyarul megjelent
- Szőkék előnyben (Gentlemen Prefer Blondes) – Móra, Budapest, 1990 · ISBN 9631167364 · fordította: Hatvany Lily

## Fordítás
- Ez a szócikk részben vagy egészben  az   Anita Loos című angol Wikipédia-szócikk ezen változatának fordításán alapul.  Az eredeti cikk szerkesztőit annak laptörténete sorolja fel. Ez a jelzés csupán a megfogalmazás eredetét és a szerzői jogokat jelzi, nem szolgál a cikkben szereplő információk forrásmegjelöléseként.